# Маскарада
Маскарада е деветият албум на Цеца, издаден през 1997 година от ПГП РТС. Съдържа 9 песни.

## За албума
Доказаният и изпитан тандем Марина Туцакович - Александър Милич-Мили са основните сътрудници на Цеца в албума, с който певицата се завръща в ПГП РТС. Въпреки факта, че Цеца вече се е превърнала в голяма звезда и че е ексклузивен изпълнител на ПГП, тя получава специално отношение от страна на компанията, с пищна промоция на албума и изключително качествена реклама. Макар че всеки албум на Цеца, издаден през последните петнадесет години, добива огромна популярност, с Маскарада певицата доказва, че е се е изградила като разпознаваем изпълнител както в тематиката на песните, така и в начина им на изпълнение. Всяка песен от албума има своя собствена душа и всяка история е сама за себе си, описваща млада влюбена жена, която страда. Така заглавната песен Маскарада се превръща в химн на изоставени и измамени жени; други популярни песни от албума са Неваљала, Наговори, Ноћас кућа части и др. За първи път Цеца си сътрудничи с група Зана, с която работят по песента Кажем да те волим. Албумът е продаден в над 215 000 копия.

## Песни
Албумът съдържа следните песни:
| №    | Име                      | Текст            | Музика           | Аранжимент       | Продължителност |
| ---- | ------------------------ | ---------------- | ---------------- | ---------------- | --------------- |
| 1.   | Маскарада                | Марина Туцакович | Александър Милич | Александър Милич | 04:30           |
| 2.   | Неваљала                 | Марина Туцакович | Александър Милич | Александър Милич | 03:22           |
| 3.   | Погрешан број            | Марина Туцакович | Александър Милич | Александър Милич | 03:52           |
| 4.   | Кажем да те волим        | Йелена Галонич   | Група „Зана“     | Група „Зана“     | 03:18           |
| 5.   | Наговори                 | Марина Туцакович | Александър Милич | Александър Милич | 03:30           |
| 6.   | Вретено                  | Марина Туцакович | Александър Милич | Александър Милич | 03:44           |
| 7.   | Ноћас кућа части         | Марина Туцакович | Александър Милич | Александър Милич | 04:06           |
| 8.   | Да не чује зло           | Марина Туцакович | Александър Милич | Александър Милич | 03:28           |
| 9.   | И богати плачу           | Марина Туцакович | Александър Милич | Александър Милич | 03:53           |
| 10.1 | Маскарада (Инструментал) | /                | Александър Милич | Александър Милич | 02:35           |

1 Песен номер 10 не е посочена върху обложката на компактдиска.

## Друга информация
- Продуцент: Александър Милич
- Програмист: Владимир Мараш
- Тонрежисьори: Бранко Маркович, Радослав Ерцеговац
- Клавири: Владимир Мараш
- Китари: Владан Вучкович
- Ударни: Огниен Радивойевич
- Тромпет: Бокан Станкович
- Kларинет: Божидар Милошевич
- Re-mix: Радослав Ерцеговац
- Kонсултант: Джордже Янкович
- Записът е осъществен в студио "Lucky Sound" през юни 1997 г.
- Беквокали: Светлана Ражнатович, Гордана Тръжан, Нада Полич, Миряна Шкорич, Йелена Галонич, Бранко Маркович, Зоран Тутунович
- Фотограф: Деян Миличевич
- Главен и отговорен редактор: Миролюб Аранджелович
- Редактор на народната музика: Милош Миятович
- Музикален редактор: Милисав Антонич